# Агуа-Дульсе (муниципалитет)
Агуа-Дульсе (исп. Agua Dulce) — муниципалитет в Мексике, штат Веракрус, расположен в регионе Ольмека. Административный центр — город Агуа-Дульсе.

## Экономика
Нефтяная промышленность, рыболовство, животноводство